# White Birds Productions
White Birds Productions — частная компания, занимавшаяся разработкой компьютерных игр в жанре «квест», а также созданием комиксов. Располагалась в коммуне Жуанвиль-ле-Пон, Париж, Франция. Основана в 2003 году.

## История компании
Компанию White Birds Productions основали в 2003 году Бенуа Сокаль (фр. Benoît Sokal), Оливье Фонтене (фр. Olivier Fontenay), Жан-Филипп Мессьян (фр. Jean-Philippe Messian) и Мишель Бамс (фр. Michel Bams). Основатели компании, включая Бенуа Сокаля, ранее работали в компании Microïds, где под руководством Сокаля были созданы такие игры, как Syberia (рус. «Сибирь»), Syberia II (рус. «Сибирь 2») и Amerzone.
Первой игрой компании стал квест Paradise (рус. «Рай»), вышедший в 2006 году и рассказывающий историю молодой женщины Энн Смит, дочери африканского диктатора, которая летела на самолёте из Европы к отцу, узнав, что он сильно болен. Однако самолёт терпит крушение где-то в дебрях Африканского континента. Европейским издателем данной игры выступила компания Microïds; в России игра была издана фирмой «Новый Диск».
Также в 2006 году на ПК вышли две приключенческие игры для детей по книгам Марселя Марле (фр. Marcel Marlier) и Жильбера Делайе (фр. Gilbert Delahaye) о девочке Марти́н: Martine à la Ferme (рус. «Мартин на ферме») и Martine à la Montagne (рус. «Мартин на горном курорте). Позднее эти игры были портированы на консоль Nintendo DS.
В 2007 году был выпущен квест Sinking Island (рус. «Тонущий остров»), как и Paradise, созданный по сценарию Бенуа Сокаля. Детективный сюжет игры сконцентрирован на расследовании убийства Уолтера Джонса, миллионера, который был найден мёртвым на собственном коралловом острове, где он намеревался достроить комфортабельный отель.
В 2008 году вышло сразу несколько игр White Birds, среди которых квест Nikopol: Secrets of the Immortals (рус. «Никопол. Бессмертные»), сделанный по комиксу Энки Билала, и адаптация игры Paradise для приставки Nintendo DS — Last King of Africa (рус. «Последний король Африки»).
На протяжении 2009 и 2010 года компанией White Birds было выпущено несколько казуальных игр для iPhone, iPod Touch и iPad: Crime Scene, Upside Down, Babel Rising и SocCars. Также в июле 2010 года была выпущена версия Last King of Africa для устройств от Apple. В разработке находилось несколько других проектов.
О закрытии компании было объявлено в начале 2011 года; официальная причина — нехватка средств.

## Разработанные игры
- 2006 — Paradise (ПК)[1][2]
  - 2008 — Last King of Africa (Nintendo DS)[2]
  - 2010 — Last King of Africa (iPhone, iPod Touch и iPad)[12]

- 2006 — Martine à la Ferme (в США известна как: Emma at the Farm; русское название: Полина: Лето на даче) (ПК)[3]
  - 2007 — Martine à la Ferm (Nintendo DS)[4]

- 2006 — Martine à la Montagne (в США известна как: Emma at the Mountain; русское название: Полина. Каникулы в горах) (ПК)[5]
  - 2008 — Martine à la Montagne (Nintendo DS)

- 2007 — Sinking Island (ПК, Nintendo DS)[6]

- 2008 — Nikopol: Secrets of the Immortals (ПК)[7]

- 2009 — Upside Down (iPhone, iPod Touch и iPad)[9]

- 2010 — Babel Rising (ПК, Xbox 360, PlayStation 3, iPhone, iPod Touch, iPad)[10][16]

- 2010 — SocCars (iPhone, iPod Touch и iPad)[11]

- 2010  — Crime Scene (iPhone, iPod Touch и iPad)[8]

- Отменена — Broadway[17]

- Отменена — Aquarica[18]